# Hongdu JL-10
O Hongdu JL-10 / L15 Falcon é um avião de treino avançado e também caça de ataque leve desenvolvido e produzido pela Corporação da Indústria de Aviação Hongdu (em inglês: Hongdu Aviation Industry Corporation ou HAIC).

## Variantes
- L-15AW: Versão de treinamento subsônica com sete hardpoints.[5]
- L-15B: Treinador de combate com nove hardpoints.
- L-15Z: Designação da Zâmbia.[6]
- JL-10: Designação chinesa.
- JL-10J: Versão operada a partir de porta-aviões, como o Type 003 ou Fujian (18).[7]

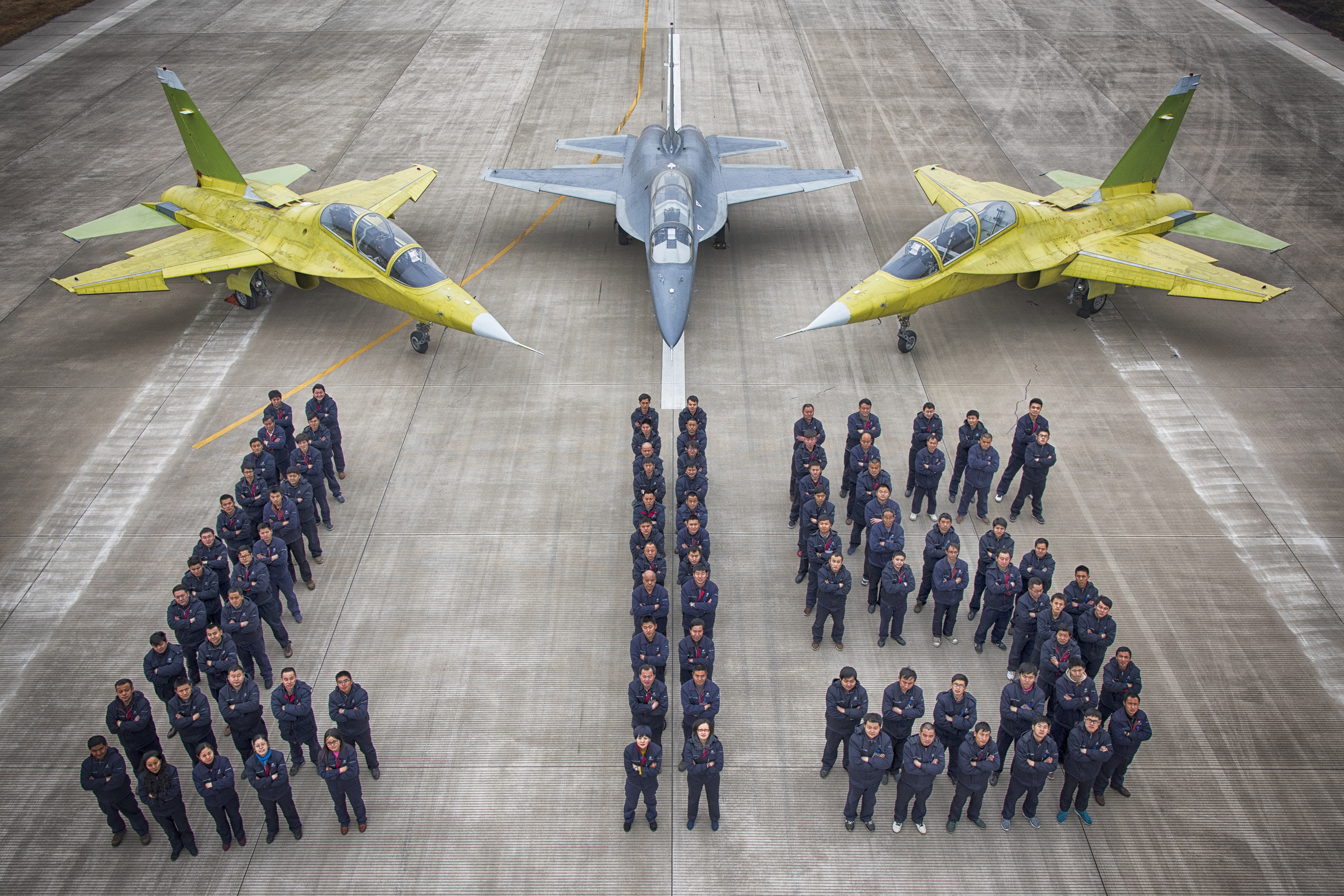
Aviões L-15 durante uma cerimônia de entrega

## Operadores
China
- Força Aérea do Exército de Libertação Popular
- Força Aérea Naval do Exército de Libertação Popular

 Zâmbia
- Força Aérea da Zâmbia: 6[8]

 Emirados Árabes Unidos
- Força Aérea dos Emirados Árabes Unidos: 12 adquiridos de 48 planejados no total[9]

 Ethiopia
- Força Aérea Etíope[10]

## Especificações
Descrições gerais
- Tripulação: 2[11] (Piloto e operador dos armamentos)
- Comprimento: 12,4 m (41 ft) [12]
- Envergadura: 9,4 m (31 ft) [12]
- Altura: 4,7 m (15 ft) [12]
- Peso de decolagem: 11 600 kg (25 600 lb) [13]

Motorização
- Número de motores: 2x
- Tipo do motor: Turbofan de pós-combustão[14]
- Fabricante/modelo: Ivchenko Progress AI-222K-25F[14]

Performance
- Velocidade máxima: 1 715 km/h (1 070 mph)
- Velocidade total em Mach: 1,4[15] Ma
- Alcance: 2 600 km (1 620 mi)
- Razão de subida: 150[16] m/s
- Tecto de serviço: 16 000 m (52 500 ft)

Armamentos
- Bombas: LS-6 e/ou LT-2[17]
- Mísseis: PL-8; PL-10 e/ou PL-12[18]
- Outras cargas dos pilones: tanques de combustível desanexados[19]

Equipamentos de orientação
- Aviônicos: Radar PESA (passivo de escaneamento eletrônico) de banda X situado no interior do nariz da aeronave;[20]
  - Recetor de alerta de radar no estabilizador vertical (RWR);[20]
  - Antena de identificação amigo / inimigo (IFF) situada no exterior do nariz;[20]
  - Extra(s): Também pode ser equipado com sistemas de medidas de ataque eletrônico.[20]